# 618 TCN
618 TCN là một năm trong lịch La Mã.